# Matteo Milan
Pour les articles homonymes, voir Milan.
Matteo Milan, né le 22 janvier 2003 à Tolmezzo, est un coureur cycliste italien. Il est membre de l'équipe Lidl-Trek Future Racing.

## Biographie
Matteo Milan grandit à Buja, dans le Frioul. Il est le fils de Flavio Milan, un ancien cycliste professionnel. Son frère aîné Jonathan pratique lui aussi ce sport au plus haut niveau. Tout comme ce dernier, il s'intéresse au vélo depuis son plus jeune âge. Sa première licence est prise à six ans dans un club local monté à l'initiative de son père. Durant ses débuts, il se consacre au VTT. Il finit toutefois par basculer vers les épreuves sur route. En parallèle des compétitions, il a suivi des études de cuisine dans un établissement d'Udine,. 
Chez les juniors, il s'impose à deux reprises en 2021. Il rejoint ensuite la Cycling Team Friuli ASD en 2022. Avec plusieurs coéquipiers, il devient champion d'Italie du contre-la-montre par équipes espoirs. Il obtient aussi une victoire et quelques places d'honneur dans le calendrier amateur. Sa saison 2023 est en revanche perturbée par une tendinite. Il décroche néanmoins de nouveaux tops dix.
En 2024, il change de destination en intégrant la réserve de l'équipe Lidl-Trek,. Ce transfert lui permet de porter le même maillot que son frère Jonathan, qui évolue dans cette structure. Principalement équipier, il parvient néanmoins à terminer troisième de deux étapes de la Flèche du Sud, ou encore quatrième du champion d'Italie du contre-la-montre espoirs. Il remporte par ailleurs la Poreč Classic ainsi qu'une étape de l'Alpes Isère Tour en 2025. 

## Palmarès et résultats

### Palmarès par année
- 2021
  - Mémorial Sauro Drei
  - Giro della Vallata Feltrina
- 2022
  -  Champion d'Italie du contre-la-montre par équipes espoirs
  - Trofeo Festa Patronale
- 2023
  - 2e du Gran Premio La Torre
- 2025
  - Poreč Classic
  - 3e étape de l'Alpes Isère Tour

### Classements mondiaux
| Année                                 | 2024  |
| ------------------------------------- | ----- |
| Classement mondial                    | 2381e |
| UCI Europe Tour                       | 1421e |
|                                       |       |
| Légende : nc = non classéSource : UCI |       |